# Pålægschokolade

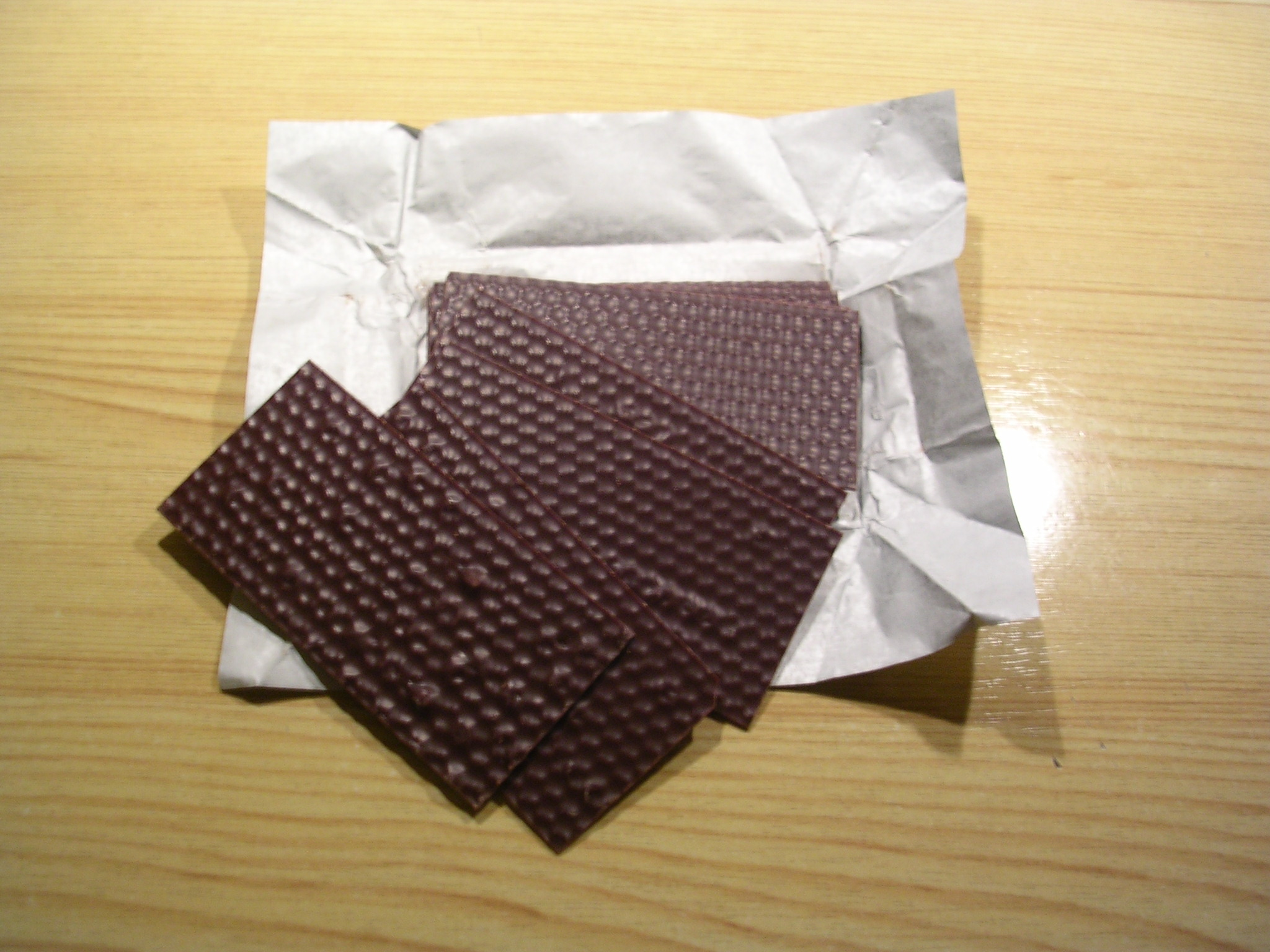
Pålægschokolade

Pålægschokolade – charakterystyczny dla duńskiej kuchni dodatek do kanapek w postaci cienkich prostokątnych plastrów czekolady. Dostępne są w rozlicznych odsłonach, od gorzkiej, przez mleczną, aż po białą czekoladę. W Danii, w przeciwieństwie do innych państw, preferuje się pålægschokolade zamiast czekoladowych kremów do kanapek. Od paru lat na duńskim rynku produkt ten dostępny jest też w wersji „BIO”. Pålægschokolade jada się zazwyczaj na śniadanie.